# 山梨県高等学校の廃校一覧
山梨県高等学校の廃校一覧（やまなしけんこうとうがっこうのはいこういちらん）とは、山梨県の廃校となった高等学校の一覧。対象となるのは学制改革（1948年）以降に廃校となった高等学校と分校である。名称は廃校当時のもの。廃校時に属していた自治体が合併により消滅している場合は現行の自治体に含める。また、現在休校中の学校は公式には存続していることとなっているが、休校中の学校は事実上廃校となっている場合が多いため、便宜上本項に記載する。
小学校や中学校と異なり、生徒が在学中に在籍校が変更となることはほとんどなく、新設校が開校する年と旧校が閉校となる年は異なることが多い。また、統合した場合でも片方の高等学校が旧校の生徒が卒業するまで存続扱いとなる場合もある。

## 甲府市
- 山梨県立第一商業高等学校（1997年機山工業高と統合し山梨県立甲府城西高等学校へ）[1]
- 山梨県立機山工業高等学校（1997年第一商業高と統合し甲府城西高へ）[1]

## 北杜市
- 山梨県立峡北農林高等学校（1950年長坂高と統合し峡北高〈初代〉へ）[2]
- 山梨県立長坂高等学校（1950年峡北農林高と統合し峡北高〈初代〉へ）[2]
- 山梨県立峡北高等学校〈初代〉（1975年峡北高〈2代目〉と峡北農業高へ分割）[2]
- 山梨県立峡北高等学校〈2代目〉[3]（2003年統合により山梨県立北杜高等学校へ）
- 山梨県立峡北農業高等学校[3]（同上）
- 山梨県立須玉商業高等学校[3]（1963年峡北高全日制課程須玉分校が独立[2]、2003年北杜高へ）

## 大月市
- 山梨県立都留高等学校定時制笹子分校（1955年）[4]
- 山梨県立都留高等学校定時制富浜分校（1961年）[4]
- 山梨県立都留高等学校定時制七保分校（1973年）[4]
- 山梨県立都留高等学校定時制猿橋分校（1974年）[4]
- 大月短期大学附属高等学校（2014年）[5]

## 都留市
- 山梨県立谷村工業高等学校（2016年桂高と統合し山梨県立都留興譲館高等学校へ）[6]
- 山梨県立桂高等学校〈2016年谷村工業高と統合し都留興譲館高へ）[6]

## 富士吉田市
- 山梨県立北富士工業高等学校（2006年吉田商業高と統合し山梨県立富士北稜高等学校へ）[7]
- 山梨県立吉田商業高等学校（2006年北富士工業高と統合し富士北稜高へ）[7]

## 笛吹市
- 山梨県立石和高等学校（2010年山梨園芸高と統合し山梨県立笛吹高等学校となり、2012年移行）[8]
- 山梨県立山梨園芸高等学校（2010年石和高と統合し笛吹高となり、2012年移行）[8]

## 上野原市
- 山梨県立都留高等学校定時制平和分校（1972年廃止）[4]
- 山梨県立都留高等学校定時制西原分校（1985年山梨県立上野原高等学校に移管）[4]
- 山梨県立都留高等学校定時制上野原分校（1985年廃止）[4]
- 山梨県立上野原高等学校西原分校（2000年閉校）[9]

## 西八代郡
- 山梨県立市川高等学校（2020年南巨摩郡の峡南高、増穂商業高と統合し山梨県立青洲高等学校へ）[10]

## 南巨摩郡
- 山梨県立峡南高等学校（2020年増穂商業高、西八代郡の市川高と統合し青洲高へ）[10]
- 山梨県立増穂商業高等学校（2020年峡南高、西八代郡の市川高と統合し青洲高へ）[10]